# 辇道增三
天鵝座11，又名BD+36 3619，HD 185037、SAO 68552、HR 7457，是天鵝座的一颗恒星，视星等为6.05，位于銀經70.58，銀緯7.89，其B1900.0坐标为赤經19h 32m 12.6s，赤緯+36° 7.89′ 21″。